# Abstrakt expressionism
Abstrakt expressionism var en konstriktning under framför allt 1940- och 1950-talet, vars ursprung var tätt kopplat till New York-skolan och kan ses som en amerikansk motsvarighet till den samtida informella konsten i Europa. Inom den abstrakta expressionismen uppstod stilar som action painting och color-field painting, färgfältsmåleri. En alternativ term är målerisk abstraktion.
Termen 'abstrakt expressionism' används inte sällan synonymt med 'informell konst', och kan ibland också användas beskrivande, utan specifik koppling till 1940- och 1950-talets rörelser.

## Historik
Abstrakt expressionism som stilbeteckning syftar vanligtvis på amerikansk, icke-geometrisk abstrakt konst av olika konstnärer som under 1940-talet hade New York som sitt centrum, och som var mycket aktiva och inflytelserika under 1950-talet. Den amerikanske konstkritikern Robert Coates använde 1946 termen med speciell syftning på en grupp amerikanska konstnärer, bland andra Willem de Kooning och Jackson Pollock, som tog fasta på surrealismens strävan efter en konst som betonade automation — en metod som skulle förmå visualisera det undermedvetnas uttryck direkt på duken. Namnet antyder det faktum att rörelsen sprungit ur den tyska expressionismen och europeiska, abstrakta konstriktningar som futurismen, Bauhaus och den syntetiska kubismen. Påverkan från den europeiska modernismen ökade i samband med att flera konstnärer från Europa kom till USA före och under andra världskriget.
De flesta av de amerikanska konstnärer som kom att räknas till Abstrakt expressionism lanserades av galleristen Betty Parsons, ”den abstrakta expressionsmens moder”, som öppnade sitt galleri Betty Parsons Gallery  i New York 1946.
Den abstrakta expressionismen fick sitt publika genombrott i början av 1950-talet, bland annat genom en utställning på Museum of Modern Art i New York 1951, kallad "Abstract Painting and Sculpture in America". Termen omfattar arbeten i olika stilar och med olika nivåer av hänsyftningar på innehåll och motiv. Den betonar spontaniteten och det personliga i uttrycket.
Den abstrakta expressionismen var den första amerikanska konstriktningen med stor internationell uppmärksamhet och spridning. Den internationella konstscenen hade nu, utöver Paris, ett andra kreativt centrum i USA.

## Två huvudriktningar
Två olika tendenser kunde så småningom särskiljas: action painting, eller gestural painting, inriktat på handling, rörelse och spontanitet (de Kooning, Pollock) och den stillsammare color-field painting, färgfältsmåleri, där man sysslade med stora, enhetliga former eller ytor av färg (Barnett Newman, Mark Rothko, Clyfford Still, Agnes Martin).

## Konstnärer (urval)
| - Willem de Kooning - Helen Frankenthaler - Arshile Gorky - Adolph Gottlieb - Philip Guston - Grace Hartigan - Hans Hofmann - Franz Kline - Lee Krasner | - Joan Mitchell - Robert Motherwell - Barnett Newman - Jackson Pollock - Ad Reinhardt - Jean-Paul Riopelle - Mark Rothko - Clyfford Still - Agnes Martin |